# 紀鑣
紀鑣（1492年—？年），字鳴和，江西饶州守禦千户所（鄱阳县）軍籍直隶山陽縣人。

## 生平
紀鑣研習《詩經》，家族排行第二十五，由國子生中正德十一年丙子科（1516年）江西鄉試第二十九名舉人，三十二歲歲中式嘉靖二年（1523年）癸未科會試第一百一名，成第二甲第八十一名進士。嘉靖五年他獲授礼部主客司主事，後改任南京兵部车驾司主事。

## 家族
曾祖紀信安。祖父紀天爵。父紀鳳祥。母姜氏。重庆下。兄鏓、鉞、銓、弟鈁。